# Крайкув (Свентокшиське воєводство)
Крайкув (пол. Krajków) — село в Польщі, у гміні Павлув Стараховицького повіту Свентокшиського воєводства.
Населення — 219 осіб (2011).
У 1975-1998 роках село належало до Келецького воєводства.

## Демографія
Демографічна структура на день 31 березня 2011 року:
|          | Загалом | Допрацездатний вік | Працездатний вік | Постпрацездатний вік |
| -------- | ------- | ------------------ | ---------------- | -------------------- |
| Чоловіки | 119     | 29                 | 80               | 10                   |
| Жінки    | 100     | 20                 | 61               | 19                   |
| Разом    | 219     | 49                 | 141              | 29                   |